# 니라가와역
니라가와역(일본어: 韮川駅)은 일본 군마현 오타시에 있는 역이다. 역 번호는 TI 17이다.
1932년 8월 당시 니라카와 마을에 역의 개설 비용으로 1,500엔의 기부를 신청하고, 동년 10월 25일에 개통하였다.

## 역 구조
섬식 승강장 1면 2선의 고가역이다. 역사는 선로 북쪽에 있고 승강장은 과선교에서 연결된다.

### 타는 곳
| 번호 | 노선        | 방향 | 행선                                                                             |
| ---- | ----------- | ---- | -------------------------------------------------------------------------------- |
| 1    | 이세사키 선 | 상행 | 오타 방면                                                                        |
| 2    | 이세사키 선 | 하행 | 다테바야시・구키・ 도부 스카이트리 라인 기타센주・도쿄 스카이트리・아사쿠사 방면 |

## 역 주변
- 오타 시청 니라가와 행정 센터
- 군마 현립 오타히가시 고등학교
- 오타 시립 니라가와 초등학교
- 오타 시립 니라가와니시 초등학교
- 도게 유역 하수도 사무소
- 니라가와 우체국
- 오타 정보 경영 전문학교
- 오타 의료 기술 전문학교
- 오타 자동차 대학교
- 기류 신용 금고 니라가와 지점

## 역사
- 1932년 10월 25일: 영업 개시.

## 인접역
| 도부 철도 이세사키 선            | 도부 철도 이세사키 선          | 도부 철도 이세사키 선    |
| -------------------------------- | ------------------------------ | ------------------------ |
| TI 16 야슈야마베 다테바야시 방면 | ■ 구간 급행 ■ 구간 준급 ■ 보통 | 오타 TI 18 이세사키 방면 |